# Ledebouria maesta
Ledebouria maesta är en sparrisväxtart som först beskrevs av John Gilbert Baker, och fick sitt nu gällande namn av Franz Speta. Ledebouria maesta ingår i släktet Ledebouria och familjen sparrisväxter. Inga underarter finns listade i Catalogue of Life.